# Никулин, Дмитрий Егорович
Дмитрий Егорович Никулин (19 сентября 1914, Слободской уезд, Вятская губерния — 10 октября 1944, Латвия) — старший лейтенант Рабоче-Крестьянской Красной Армии, участник Великой Отечественной войны, Герой Советского Союза (1944).

## Биография
Дмитрий Никулин родился 19 сентября 1914 года в деревне Щёкино Зуевский район, Кировская область. После окончания неполной средней школы и школы фабрично-заводского ученичества работал сначала в колхозе, затем, окончив курсы бухгалтеров, по специальности в машинно-тракторной станции. В 1936 году был призван на службу в Рабоче-Крестьянскую Красную Армию. С июля 1941 года — на фронтах Великой Отечественной войны.
К середине мая 1944 года гвардии старший лейтенант Дмитрий Никулин был начальником связи эскадрильи 99-го гвардейского отдельного разведывательного авиаполка 15-й воздушной армии 2-го Прибалтийского фронта. К тому времени он совершил 107 боевых вылетов на воздушную разведку и бомбардировку скоплений боевой техники и живой силы противника, нанеся ему большие потери, а также на аэрофотосъёмку важных вражеских объектов. Сфотографировал под огнём врага 17 крупных участков переднего края и оборонительных рубежей общей площадью 13 тыс.кв. км. В воздушных боях лично сбил 2 вражеских самолёта.
Указом Президиума Верховного Совета СССР от 19 августа 1944 года за «образцовое выполнение заданий командования и проявленные при этом мужество и героизм» гвардии старший лейтенант Дмитрий Никулин был удостоен высокого звания Героя Советского Союза с вручением ордена Ленина и медали «Золотая Звезда» за номером 4107.
10 ноября 1944 года самолёт Пе-2 с экипажем в составе: пилот А. А. Гатауллин, штурман (лётчик-наблюдатель) П. И. Хрусталёв, стрелок-радист Д. Е. Никулин был подбит в районе города Добеле Латвийской ССР. Экипаж направил горящую машину на артиллерийские батареи противника, ценой своих жизней уничтожив их. Д. Е. Никулин был похоронен в братской могиле в Добеле.

## Награды
- медаль «За отвагу» (1.9.1942)[2]
- орден Красной Звезды (16.2.1943)[3],
- орден Красного Знамени (14.8.1943)[4],
- орден Отечественной войны 2-й степени (9.8.1944)[5],
- Герой Советского Союза (орден Ленина и медаль «Золотая Звезда»; 19.8.1944).

## Память
В честь Никулина названа улица в посёлке Косино Зуевского района Кировской области.